# Sophie Edwards (wielrenster)
Sophie Edwards (North Adelaide, 25 februari 2000) is een Australisch wielrenster die actief is op de baan, weg en in het gravelrijden.

## Carrière
Edwards reed in 2018 voor het eerst op de Oceanische kampioenschappen baanwielrennen, maar won dat jaar geen medailles. Een jaar later reed ze samen met Samantha De Riter, Alexandra Martin-Wallace en Maeve Plouffe naar het zilver bij de ploegenachtervolging. Haar volgende medailles op dit kampioenschap won ze in 2022, goud won ze voor het eerst in 2023 bij de ploegenachtervolging. Dat jaar reed ze samen met Alli Anderson, Claudia Marcks en Chloe Moran. Bij de Australische kampioenschappen won ze door de jaren heen meerdere medailles, haar eerste won ze op het omnium in 2021. In 2022 verscheen ze voor het eerst bij de Gemenebestspelen, hier won ze goud bij de ploegenachtervolging die ze reed samen met Georgia Baker, Moran en Plouffe. In 2023 reed Edwards de ploegenachtervolging op de WK en een jaar later eindigde ze met de ploeg als zevende op de Olympische Zomerspelen.
Op de weg reed Edwards in 2017 en 2018 naar het brons op het NK tijdrijden voor junioren. In 2018 won ze ook brons in de wegwedstrijd, achter Sarah Gigante en Jemma Eastwood. In 2023 won Edwards het Oceanische kampioenschap op de weg voor elite, ze won de sprint met dertien overgebleven rensters.

## Palmares

### Baanwielrennen
| Jaar | AK                                                                       | OK                                                                       | WK                      | Overige                                                      |
| ---- | ------------------------------------------------------------------------ | ------------------------------------------------------------------------ | ----------------------- | ------------------------------------------------------------ |
| 2017 | 5e koppelkoers                                                           |                                                                          |                         |                                                              |
| 2018 |                                                                          | 4e ploegenachtervolging 7e achtervolging 9e puntenkoers                  |                         |                                                              |
| 2019 | 5e koppelkoers 7e achtervolging                                          | ploegenachtervolging · 7e koppelkoers · 9e omnium · 9e puntenkoers       |                         |                                                              |
| 2020 |                                                                          |                                                                          |                         |                                                              |
| 2021 | omnium · 4e achtervolging · 4e koppelkoers · 5e puntenkoers · 9e scratch |                                                                          |                         |                                                              |
| 2022 | omnium · koppelkoers · 6e scratch · 7e puntenkoers                       | achtervolging · koppelkoers · ploegenachtervolging · omnium · 9e scratch |                         | Gemenebestspelen: · ploegenachtervolging · 10e achtervolging |
| 2023 | achtervolging · omnium · koppelkoers                                     | ploegenachtervolging · omnium · 7e puntenkoers · 8e afvalkoers           | 5e ploegenachtervolging |                                                              |
| 2024 | omnium · koppelkoers · 4e puntenkoers                                    |                                                                          |                         | Olympische Spelen 7e ploegenachtervolging                    |
| 2025 |                                                                          | 6e afvalkoers 7e omnium 10e puntenkoers                                  |                         | NC Konya: · ploegenachtervolging                             |

### Wegwielrennen
2017
 Australisch kampioenschap tijdrijden, junioren
2018
 Australisch kampioenschap tijdrijden, junioren
 Australisch kampioenschap op de weg, junioren
2023
 Oceanisch kampioene op de weg, elite